# Antecepce
Antecepce (ante = před, předem; cepce = čití, uchopení) je základním projevem živých organismů. Bez této schopnosti by byl živý organismus zahlcen podněty z okolí, které by nestíhal zpracovat ke svému přežití. Nejde tedy jen o myšlenkový proces u lidí, ale např. projevy stromů, které „cítí“ předem, že se blíží jaro a začnou rašit.[zdroj?]

## Etymologie
Převzaté slovo "anticipace" vzbuzuje etymologicky pocit "anti"=proti, tedy něčeho proti uchopení, což je matoucí. Proto je vhodnější použít nové slovo antecepce. Rovněž druhá část převzatého slova "-cipace" vychází z latinského "capere", např. ve slově "participace" = "partem capere" neboli "brát účast", což je obvykle užíváno zcela mimo smysl pojmu "cítit", jak jej známe např. ve výrazu "percepce"= vnímání nebo "nocicepce" = "bolesti cítění". Nové slovo "antecepce" chce být blízko právě těmto slovům a ne slovům "participace“ či "emancipace“.
Třetím důvodem je, že slovo "anticipace" je již využíváno v poněkud odlišném významu očekávání především v lidské psychice.

## Antecepce v lidském vnímání
Pro ilustraci, když sestupujete se schodů, které dobře znáte, nemusíte na další krok takřka myslet. Váš organizmus je předem nachystán na došlap v patřičné výšce, na pevnost schodu, který se pod vámi neproboří, na drsnost povrchu, který pod nohou neuklouzne,...
Vy ten schod předem cítíte. Ne, že by ho předem cítil jen váš mozek. Celé vaše tělo, svaly na nohou, tělesná rovnováha, oči, které se mohou věnovat prohlížení zábradlí nebo výzdobě, to vše cítí předem další schod.

## Antecepce v obecném smyslu
Autopoietické systémy si svoji integritu a stabilitu uchovávají jen díky tomu, že s okolím interagují relativně málo: vnější vstupy by mohly systém dokonce zničit. Proto veškeré interakce s okolím musí systém antecepovat, a právě tato antecepce je znalostí o světě, jeho interpretací, inteligencí". Humberto Maturana
Poznámka: slovo autopoietický vyjadřuje, že systém (třeba pták) buduje sám sebe, na rozdíl např. od hnízda, které pták vybuduje, ale může jej kdykoli opustit.